# Brynza

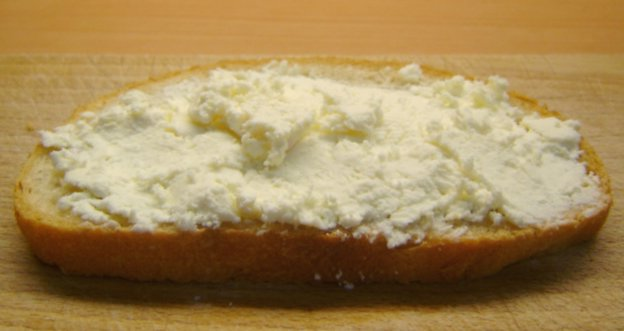
Krajíc chleba namazaný brynzou

Brynza (z rumunského brânză „sýr“, slovensky bryndza; někdy také brymza, brindza) je měkký, míšený a solený sýr vyráběný z hrudkového ovčího mléka, tvarohu, někdy i kravského či kozího. Vyrábí se v karpatských zemích: na Slovensku, v Polsku, Rumunsku, na Ukrajině a na Moravě. Konzumují jej ale i v Rakousku, Bavorsku (Brimsen, Liptauer Käse tj. liptovský sýr), Česku a jinde.

## Dějiny
Na Slovensku se začala podomácku vyrábět nejspíš vlivem Valachů (t. j. asi 15. století) a používat jak ve slovenské, slezské a moravské kuchyni. V 18. století ve více městech vznikly brynzárenské manufaktury (první roku 1787 v Detvě, druhá ve Zvolenské Slatině).

## Výroba slovenské ovčí brynzy
Nejprve se zasýří sladké ovčí mléko. Tato surovina se nechá zaschnout na salaši, čímž vznikne hrudkový ovčí sýr. Ten se přenese do brynzárny, kde se třídí a umývá vodou. Poté se nechá vyzrát při 20 °C v sýrařských vanách. Následně se z tohoto sýra odstraní kůra, vytlačí se z něj přebytečná tekutina (syrovátka) a rozdrtí se. Rozdrcená sušinová hmota se posolí a rozetře na válcích, čímž vznikne brynza.
Liptovská brynza se balí do typických dřevěných polosudů (škopků, slovensky geletiek).

## Druhy
- Liptovská – vyrábí se jen v (pod)horských oblastech v době laktace ovcí; 50 % sušiny; 50 % tuku v sušině
- Letní – obsahuje i kravský mlékárenský sýr; 46 % sušiny, 40 % tuku v sušině
- Jasienka – podzimní, nejtučnější brynza[1]
- Zimní – skládá se ze skladovaného ovčího sýra a čerstvého kravského mlékárenského (plnotučného anebo polotučného) kravského sýra; 46 % sušiny; 50 % tuku v sušině

## Zdravotní účinky brynzy
Brynza obsahuje užitečné laktobakterie: Lactobacellius casei, Lactococcus lactis, Leuconostoc mesenteroides, Lactobacillus plantarum atd, díky kterým podporuje správnou funkci trávicího systému, kde působí jako probiotikum. Příznivé účinky dále obsahují snížení škodlivého cholesterolu, úprava hladiny cukru v krvi a snížení krevního tlaku.

## Pokrmy s brynzou
- Halušky s brynzou
- Brynzové pirohy
- Pomazánka z brynzy
- Brynzová polévka (demikát)
- Těstoviny s brynzovou omáčkou
- Zapečené brambory s brynzou